# Comté de Yamhill
Le comté de Yamhill (anglais : Yamhill County) est un comté situé dans le nord-ouest de l'État de l'Oregon aux États-Unis. « Yamhill » était un nom donné au peuple Kalapuya par des explorateurs blancs. Le siège du comté est McMinnville. Selon le recensement de 2020, sa population est de 107 722 habitants.

## Géographie
Le comté a une superficie de 1 861 km², dont 1 853 km² est de terre. 

### Comtés adjacents
- Comté de Clackamas (est)
- Comté de Marion (sud-est)
- Comté de Polk (sud)
- Comté de Tillamook (ouest)
- Comté de Washington (nord)

### Principales villes
- Amity
- Carlton
- Dayton
- Dundee
- Lafayette
- McMinnville
- Newberg
- Sheridan
- Willamina
- Yamhill